# VM i ishockey 1992 (kvinder)
| VM 1992 | VM 1992 |
| ------- | ------- |
| Guld    | Canada  |
| Sølv    | USA     |
| Bronze  | Finland |
| 4.      | Sverige |
| 5.      | Kina    |
| 6.      | Norge   |
| 7.      | Danmark |
| 8.      | Schweiz |

VM i ishockey for kvinder 1992 var det andet VM i ishockey for kvinder. Mesterskabet blev arrangeret af IIHF og afviklet i Tampere, Finland i perioden 20. – 26. april 1992 med deltagelse af otte hold.
Medaljevinderne var de samme som ved det første mesterskab. Guldet gik til de forsvarende mestre fra Canada, som i finalen vandt 8-0 over USA. Og bronzemedaljerne gik for anden gang i træk til værtslandet Finland, som besejrede Sverige med 5-4 efter forlænget spilletid og straffeslag i bronzekampen.

## Resultater
Turneringen havde deltagelse af otte hold:
- Fra Nordamerika deltog USA og de forsvarende verdensmestre fra Canada.
- Vinderen af det asiatiske mesterskab 1992: Kina.
- De fem bedste hold fra EM 1991: Finland, Sverige, Danmark, Norge og Schweiz.

De otte hold spillede først en indledende runde i to grupper med fire hold. De to bedste hold fra hver gruppe gik videre til finalerunden om placeringerne 1-4, mens de to lavest placerede hold i hver grupper fortsatte i placeringsrunden om 5. – 8.-pladsen.

### Indledende runde
De otte hold spillede i den indledende runde i to grupper med fire hold. De to bedste fra hver gruppe gik videre til semifinalerne, mens de øvrige fire hold gik videre til placeringsrunden.

#### Gruppe A
| Dato  | Kamp              | Res. | Perioder      |
| ----- | ----------------- | ---- | ------------- |
| 20.4. | Canada - Kina     | 8-0  | 3-0, 4-0, 1-0 |
| 20.4. | Sverige - Danmark | 4-1  | 2-1, 1-0, 1-0 |
| 21.4. | Kina - Sverige    | 2-6  | 1-1, 1-2, 0-3 |
| 21.4. | Danmark - Canada  | 0-10 | 0-4, 0-2, 0-4 |
| 23.4. | Danmark - Kina    | 2-5  | 0-0, 1-2, 1-3 |
| 23.4. | Canada - Sverige  | 6-1  | 2-0, 1-0, 3-1 |

| Gruppe A | Kampe | Mål   | Point |
| -------- | ----- | ----- | ----- |
| Canada   | 3     | 24-10 | 6     |
| Sverige  | 3     | 11-90 | 4     |
| Kina     | 3     | 07-16 | 2     |
| Danmark  | 3     | 03-19 | 0     |

#### Gruppe B
| Dato  | Kamp              | Res. | Perioder      |
| ----- | ----------------- | ---- | ------------- |
| 20.4. | USA - Schweiz     | 17-0 | 6-0, 4-0, 7-0 |
| 20.4. | Finland - Norge   | 11-3 | 6-1, 2-2, 3-0 |
| 21.4. | Norge - USA       | 1-9  | 1-1, 0-4, 0-4 |
| 21.4. | Finland - Schweiz | 13-1 | 2-0, 8-0, 3-1 |
| 23.4. | Norge - Schweiz   | 4-1  | 1-0, 2-0, 1-1 |
| 23.4. | Finland - USA     | 3-5  | 2-1, 1-1, 0-3 |

| Gruppe B | Kampe | Mål   | Point |
| -------- | ----- | ----- | ----- |
| USA      | 3     | 31-40 | 6     |
| Finland  | 3     | 26-90 | 4     |
| Norge    | 3     | 08-21 | 2     |
| Schweiz  | 3     | 02-34 | 0     |

### Placeringsrunde
De fire hold, der sluttede på tredje- eller fjerdepladsen i grupperne i den indledende runde, spillede om 5. – 8.-pladsen.
| Dato               | Kamp              | Res. | Perioder               |
| ------------------ | ----------------- | ---- | ---------------------- |
| Semifinaler        |                   |      |                        |
| 24.4.              | Kina - Schweiz    | 2-1  | 1-0, 0-0, 0-1 0-0, 1-0 |
| 24.4.              | Norge - Danmark   | 2-0  | 1-0, 1-0, 0-0          |
| Kamp om 7.-pladsen |                   |      |                        |
| 26.4.              | Danmark - Schweiz | 4-3  | 2-2, 0-1, 1-0 1-0      |
| Kamp om 5.-pladsen |                   |      |                        |
| 26.4.              | Norge - Kina      | 1-2  | 0-1, 0-0, 1-1          |

### Finaler
De fire hold, der sluttede på første- eller andenpladsen i grupperne i den indledende runde, spillede i semifinalerne, bronzekampen og finalen om guld-, sølv- og bronzemedaljer.
| Dato        | Kamp              | Res. | Perioder               |
| ----------- | ----------------- | ---- | ---------------------- |
| Semifinaler |                   |      |                        |
| 25.4.       | Finland - Canada  | 2-6  | 0-4, 2-2, 0-0          |
| 25.4.       | USA - Sverige     | 6-4  | 2-2, 2-0, 2-2          |
| Bronzekamp  |                   |      |                        |
| 26.4.       | Finland - Sverige | 5-4  | 1-1, 2-1, 1-2 0-0, 1-0 |
| Finale      |                   |      |                        |
| 26.4.       | Canada - USA      | 8-0  | 3-0, 2-0, 3-0          |

### Medaljevindere
Tekst mangler, hjælp os med at skrive teksten